# Bin Bunluerit
Bin Bunluerit hay Bin Binluerit (tiếng Thái: บิณฑ์ บรรลือฤทธิ์; nghệ danh: Top); sinh ngày 27 tháng 5 năm 1962 tại huyện Mueang Sa Kaeo, tỉnh Sa Kaeo (Amphoe Sa Kaeo, tỉnh Prachinburi vào thời điểm 1962) là một diễn viên và đạo diễn người Thái Lan. Trong sự nghiệp, anh đạt nhiều thành tựu đáng chú ý, bao gồm các bộ phim lịch sử Thái Lan như Bang Rajan, Panya Raothy, một loạt các bộ phim hài, và bộ phim Hollywood năm 2004, Alexander.

## Tiểu sử
Bin Banleurit có nghệ danh là "Top", sinh ngày 27 tháng 5 năm 1962 tại huyện Amphoe Sa Kaeo, tỉnh Prachinburi (nay thuộc tỉnh Sa Kaeo). Anh bắt đầu gia nhập ngành điện ảnh với việc đóng các vai hỗ trợ. Trước khi nhận vai chính trong "Cảnh sát sắt" của Kom Anakdet cùng với Marsha Vadhanapanich, Banleurit và Vadhanapanich đã bắt đầu nổi tiếng từ bộ phim truyền hình "Chấn thương" trên Kênh 7 năm 1988, Bin cũng tham gia phim Vụ việc tại đồn cảnh sát năm 1990 với vai "Kwan Kwan" đóng cùng Chutima Naiana.
Trong xã hội Bin được biết đến là một ngôi sao có nhiều đóng góp, làm việc như một tình nguyện viên cho Quỹ Ruam Piety trong hơn 20 năm mà không cần thù lao.
Trong tháng 8 và tháng 9 năm 2019, Bin quyên góp cho các nạn nhân lũ lụt ở Ubon Ratchathani. Anh lập quỹ để giúp đỡ các nạn nhân với số tiền quyên góp lên đến 400 triệu baht.

## Các bộ phim đã từng tham gia

### Phim truyền hình
- Kha Ma Kab Pra - 1984
- Sieng Khaen Dok Khoon - 1993
- Chorakhea Phee Sing - 1993
- Thab Thim Tone - 1985
- Pheng Sud Thai - 1985
- Ai Noo Phoo Thorn - 1985
- Khon Dee Thee Ban Dan - 1985
- Mon Rak Luk Thung - 1995
- Bang Rachan - 2000
- Kra Sue - 2002
- Phor Ta Ta Ting Nong - 2003
- Chang Puen Kaeo- 2003
- Tas Rak Asoon - 2014
- Nai Thong Dee Fan Khaw - 2017

### Diễn phim
- Punya Renoo - 2011